# سليمان الشرفا
سليمان داوود الشرفا (أبو طارق؛ 1931- 19 مايو 2021)هو أحد مؤسسي حركة فتح الفلسطينية.

## مسيرته
ولد سليمان الشرفا في مدينة بئر السبع ثم انتقل إلى غزة لمتابعة تعليمه، ثم انتقل إلى مصر لإتمام دراسته الجامعية، ومنها إلى قطر للعمل في صيف عام 1957، حيث التقى محمود عباس، والشهيد أبو يوسف النجار، وشارك في تأسيس حركة فتح.
عمل الشرفا ممثلاً لحركة فتح في العراق في أغسطس 1968، وأشرف على تشكيل لجان شعبية عراقية مساندة، تجمع المساعدات للثورة الفلسطينية، وعمل الشرفا أيضا ممثلاً لحركة فتح في ليبيا لسنوات بعد أسبوعين من انقلاب 1969 في ليبيا في سبتمبر 1969.

## الأوسمة
قلده الرئيس محمود عباس وسام الاستحقاق والتميز عن مسيرته النضالية في عام 2016 حيث أوفد عباس قاضي قضاة فلسطين الشرعيين ومستشاره للشؤون الدينية والعلاقات الإسلامية محمود الهباش إلى لندن لتكريم الشرفا.

## كتب
لديه كتاب يسمى كتاب مذكرات سليمان الشرفا "أبو طارق" من إصدار دار طباق للنشر والتوزيع، صدر في رام الله في عام 2020.

## الوفاة
توفي سليمان الشرفا في يوم 19 مايو 2021 في مدينة لندن البريطانية.